# Kinematografia australijska

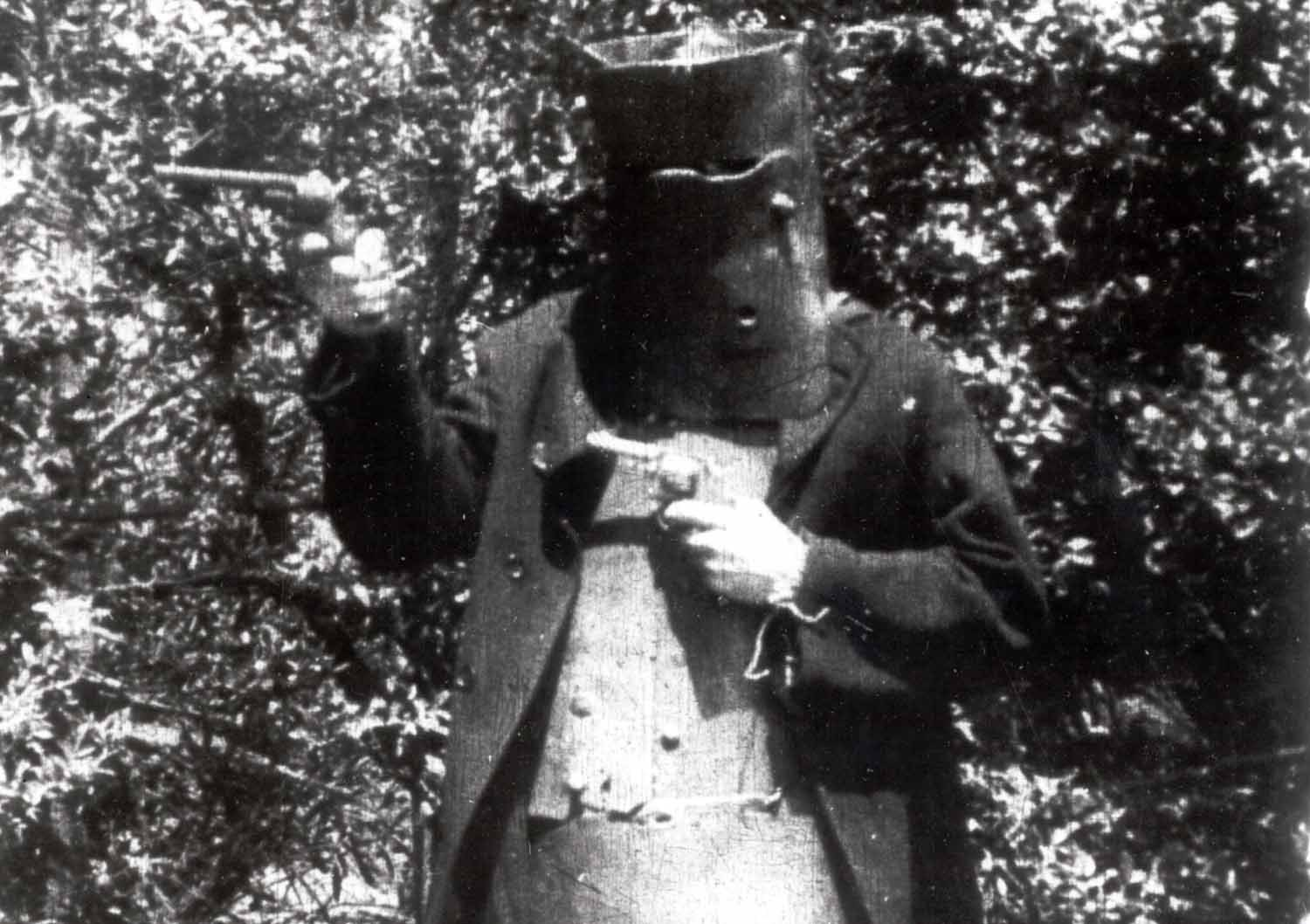
Historia gangu Neda Kelly’ego (1906) Charlesa Taita.

Kinematografia w Australii bierze swój początek wraz z premierą Historii gangu Neda Kelly’ego (1906), pierwszego filmu fabularnego w dziejach kina, trwającego aż 60 minut. Okres rozkwitu kino australijskie przeżywało w latach 70. XX w., gdy debiutowali Peter Weir, Phillip Noyce, Fred Schepisi czy Paul Cox.
Do największych sukcesów kinematografii zalicza się takie filmy jak Piknik pod Wiszącą Skałą (1975) i Gallipoli (1981) Petera Weira, Mad Max (1979) George’a Millera, Krokodyl Dundee (1986) Petera Faimana, Babe – świnka z klasą (1995) Chrisa Noonana, Blask (1996) Scotta Hicksa oraz Moulin Rouge! (2001) Baza Luhrmanna. Wielu australijskich aktorów zrobiło karierę międzynarodową: Errol Flynn, Rod Taylor, Peter Finch, Mel Gibson, Nicole Kidman, Hugh Jackman, Russell Crowe, Cate Blanchett czy Heath Ledger.

## Historia

### Początki
Początki kinematografii w Australii sięgają 22 lipca 1896 roku, kiedy w Melbourne odbyła się pierwsza publiczna projekcja kinowa. Pierwszy film australijski – Melbourne Cup (1897) – nakręcił Marius Sestier, wysłannik braci Lumière. Australia zasłynęła jako pionier w dziedzinie metrażu filmowego: Soldiers of the Cross (1900) uchodzi za pierwszy film pełnometrażowy, natomiast Historia gangu Neda Kelly’ego (1906) – za najdłuższy wówczas film fabularny na świecie. Ten ostatni zapoczątkował serię unikatowych filmów o buszrendżerach, bandytach australijskich, pojawiających się do 1912 roku, kiedy ich produkcja została zakazana.

### Okres powojenny
Po wybuchu I wojny światowej kinematografia w Australii wyprodukowała liczne filmy służące gloryfikacji żołnierzy australijskich walczących w ramach Wspólnoty Brytyjskiej. W latach 1910–1920 wyprodukowane zostały łącznie 163 filmy. Jednak kino australijskie nie wytrzymało konkurencji ze strony filmów amerykańskich i brytyjskich, które zdominowały repertuar filmowy. Skutkiem tego, mimo profesjonalnej twórczości Raymonda Longforda i Franklyna Barretta, Kena G. Halla i Charlesa Chauvela, następował ciągły spadek produkcji filmowej. Kryzys sięgnął szczytu w latach 1962–1965, kiedy Australijczycy nie wyprodukowali ani jednego filmu. Kinematografię Australii wyciągnął z kryzysu film To jest dziwaczny tłum (1966) angielskiego reżysera Michaela Powella, który odniósł spektakularny sukces wśród widowni na antypodach.

### Lata 70. i 80.

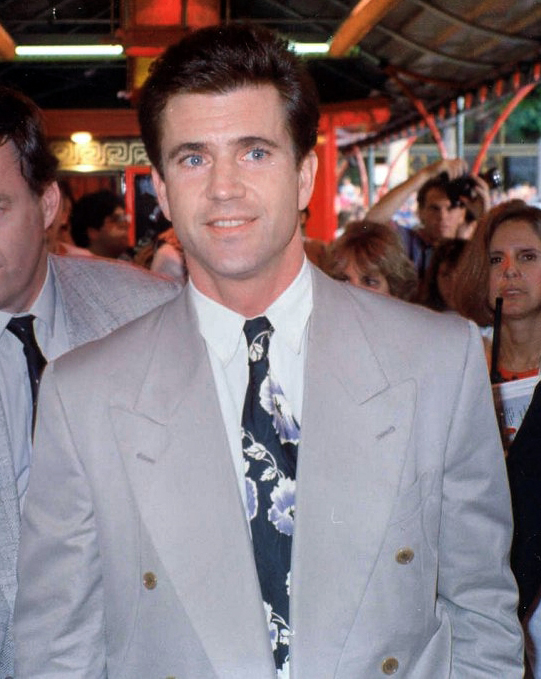
Aktor i reżyser Mel Gibson (1990).

Dopiero jednak zaangażowanie rządu Gougha Whitlama spowodowało działania mające doprowadzić do narodzin „kina narodowego”. W 1973 roku powstała Szkoła Filmowa i Telewizyjna, której dyrektorem został Jerzy Toeplitz. Efektem tego było powstanie formacji zwanej australijską Nową Falą, która międzynarodowy rozgłos zyskała za sprawą filmu Piknik pod Wiszącą Skałą (1975) Petera Weira. Kolejne dzieła kinematografii australijskiej: Zbyt odległa niedziela (1975) Kena Hannama, Front nowin (1978) Phillipa Noyce’a, Pieśń Jimmiego Blacksmitha (1978) Freda Schepisi, Ostatnia fala (1976) i Gallipoli (1981) Weira czy Człowiek znad Śnieżnej Rzeki (1982) George’a Millera, zapewniły jej miejsce w panteonie kina światowego. W kinie gatunkowym fenomenem stała się popularność filmu postapokaliptycznego Mad Max (1979) George’a Millera. Osobne kino, koncentrujące się na problemach kobiet w rzeczywistości, stworzyła Gillian Armstrong (Moja wspaniała kariera, 1979). Wśród autorów kina lat osiemdziesiątych wyróżnili się Bruce Beresford (popularność zdobył za sprawą zrealizowanego w USA filmu Wożąc panią Daisy, 1989) i Paul Cox (Vincent, 1987).

### Lata 90. i współczesne
Na przełomie lat 80. i 90. wielu reżyserów filmowych (Beresford, Weir, Schepisi, Noyce, Miller) karierę robiło już w USA. W samej Australii popularny wówczas stał się kicz jako forma wyrazu artystycznego, np. w głośnym filmie Priscilla, królowa pustyni (1994) Stephana Elliotta. Najgłośniejszym z reżyserów operujących poetyką kiczu okazał się Baz Luhrmann (Moulin Rouge!, 2000; Australia, 2008). Ogólnoświatowy rozgłos zyskał film z kręgu kina familijnego Babe – świnka z klasą (1995) Chrisa Noonana.
Kino artystyczne z powodzeniem uprawiali tacy uznani twórcy jak Paul Cox czy Rolf de Heer.